# Dix-sept Moments de printemps (roman)
Ne doit pas être confondu avec Dix-sept Moments de printemps.
Dix-sept Moments de printemps est un roman de Julian Semenov dont l'intrigue est bâtie sur la lutte contre les tentatives de négociations séparées entre les dirigeants nazis et les représentants des services de renseignement américains au printemps 1945. 

## Histoire
Le personnage de l'officier du renseignement soviétique Stierlitz est créé par l'auteur en 1965. Le roman est publié pour la première fois dans le magazine Moskva dans le numéro 11-12 en 1969.
La première d'une adaptation cinématographique en douze épisodes du roman par la réalisatrice Tatiana Lioznova a eu lieu en 1973.
L'intrigue du roman est basée sur les événements réels de la Seconde Guerre mondiale, lorsque des représentants allemands ont tenté de négocier avec des représentants des services de renseignement occidentaux sur la conclusion d'une paix séparée (l'« opération Sunrise »). L'auteur a personnellement rencontré au moins l'un des participants à des événements réels — Paul Blume, un employé de la résidence bernoise d'Allen Dulles. Le protagoniste du roman est l'officier de renseignement soviétique Maxim Maksimovich Isaev, surnommé Stierlitz.
Le roman fait partie du cycle de Julian Semenov sur l'officier de renseignement soviétique Isaev (Stierlitz).